# Ivan Medenica
Ivan Medenica (15. октобар 1971, Beograd) srpski je pozorišni kritičar, teatrolog i univerzitetski profesor.

## Biografija
Diplomirao je dramaturgiju 1995. godine na Fakultetu dramskih umetnosti u Beogradu, magistrirao je na istom fakultetu 2002, a doktorirao 2006. godine. Za svoje naučne radove istraživao je u Parizu, Nova Sorbona, Pariz Tri.
Radi na Fakultetu dramskih umetnosti u Beogradu na Katedri za teoriju i istoriju, predmet Istorija svetske drame i pozorišta. Bio je član i predsedavajući više organizacionih odbora međunarodnih naučnih simpozijuma iz oblasti pozorišta i književnosti, u organizaciji Sterijinog pozorja, Srpske akademije nauka i umetnosti i dr.
Izabran je 2003. godine za selektora festivala Sterijino pozorje, da bi ubrzo postao umetnički direktor ove ugledne pozorišne manifestacije.
Koncipirao je i vodio međunarodnu tribinu u okviru manifestacije Evropska pozorišna nagrada (Solun, 2007) povodom priznanja koje je dobila dramska spisateljica Biljana Srbljanović.
Ivan Medenica je aktivan pozorišni kritičar, prvo u dnevnom listu Politika, a zatim u nedeljniku Vreme. Član je uredništva pozorišnog časopisa Teatron.
Bio je pomoćnik generalnog sekretara Međunarodnog udruženja pozorišnih kritičara.U izdanju Centra za novo pozorište i igru (Cenpi) i Francuskog kulturnog centra iz Beograda objavljen je juna 2002. godine njegov prevod drame U samoći pamučnih polja Marije-Bernara Koltesa i studija o radu tog autora. Isti izdavač objavio je i dramu Paraziti autora Marijusa fon Majenburga, sa uvodnom studijom Ivana Medenice.
Objavljuje tekstove o savremenom srpskom teatru u zborniku naučnih radova Fakulteta dramskih umetnosti u Beogradu i u nacionalnoj pozorišnoj periodici (časopisi Scena i Teatron) kao i u stranim stručnim časopisima; objavljeni su mu članci na francuskom jeziku, nemačkom, češkom, mađarskom, španskom, poljskom i drugi. U vodećem svetskom pozorišnom časopisu, nemačkom Teatar hojte, objavio je novembra 2000. godine studiju o savremenom srpskom pozorištu.
U periodu od 2015. do 2023. godine bio je umetnički direktor BITEF-a.
Član je predsedništva Udruženja pozorišnih kritičara i teatrologa Srbije, zadužen za međunarodnu saradnju. Medenica je takođe član Foruma pisaca, nezavisnog književnog udruženja. Član je žirija za najznačajnije nacionalne pozorišne nagrade (Nagrada Grada Beograda, BITEF i druge. Član je međunarodnog UNESKO-vog žirija u okviru festivala Baltički dom u Sankt Peterburgu 2004.
Dobitnik je Nacionalna nagrade za najbolju pozorišnu kritiku (Sterijina nagrada) — 1999, 2001. i 2004. godine.

## Spoljašnje veze
- Sterijino pozorje
- Međunarodno udruženje pozorišnih kritičara
- Fakultet dramskih umetnosti u Beogradu
- Nedeljnik Vreme
- UNESKO-ve nagrade za izvođačke umetnosti 2004.
- Program manifestacije Evropska pozorišna nagrada 2007.
- Recite Al Jazeeri: Ivan Medenica, Al Jazeera Balkans, 31. 1. 2023.